# Antaramech
Antaramech (in armeno Անտառամեջ?, conosciuto anche come Antaramej) è un comune dell'Armenia di 163 abitanti (2009) della provincia di Gegharkunik.